# Майгауген
Музей Майгеуген (Maihaugen) — етнографічний музей просто неба, одна з найпопулярніших пам'яток XX століття, що знаходиться в норвезькому місті Ліллегаммер. Територія установи — близько 30 га.

## Історія створення
Засновник музею — Андерс Сандвік, який в молоді роки мав проблеми зі здоров'ям. За порадою лікарів він переїжджає до Ліллегаммера, де сприятливий м'який клімат допомагає юнакові вилікуватися. Одночасно Андерс захоплюється вивченням народної культури й місцевої давнини. Починаючи з 1887 року, скуповує оригінальні будівлі й будинки.
У 1906 році місцева влада виділяє досліднику територію, де зараз знаходиться музей. Спочатку в установі було 6 будівель, сьогодні — 200.
Директор і перший засновник музею дожив до 88 років, похований на території свого дітища.

## Експозиція музею
Експозиція музею Майгеуген поділяється на три тематичні зони:
- сільський сектор — будівлі XVIII століття (є декілька експонатів XV ст.),
- зона історичного міста — будинки початку XIX століття;
- осередок сучасності — побудови XX ст.

Навкруги розкішні сади, луки для випасу тварин, тераси та квітники для відпочинку.

## Сільський сектор
Початок експозиції — давнє норвезьке село. Дерев'яна церква, будинок священика, школа, заїжджий двір, хати норвезьких селян, повітки для худоби, комори для вівса, господарчі будівлі. Майстерні, млини, ставки й будівлі рибалок. Навкруги гірські пасовища, городи.
Церква була розібрана в 1882 році, продана Андерсу Сандвигу й перевезена до Ліллегаммеру. У 1920-1921 рр. була зведена в музеї. У будинку священика, селянських хатах, господарчих будівлях повністю збережені меблі, предмети побуту, начиння, ікони, вівтар, одяг.
Худоба: корови, коні, кози з козенятами, кролі, качки, курки — усі мешкають у музеї. Туристи мають можливість доторкнутися до тварин або потримати їх у руках. До смаку відвідувачам фрукти й овочі, що ростуть на городах.
У цьому секторі створена атмосфера, що сьогодні зникає в сільському господарстві.

### Зона історичного міста
У цьому структурному розділі представлено повсякденне життя норвежців у місті з кінця XIX ст. до 20-х років ХХст. Вулиці, міські будівлі, інтер'єри. Майстерні, магазини, житлові будинки, залізничний вокзал, пошта.
Ця зона цікава з точки зору музейної науки, тому що будівлі, представлені в цьому розділі, індивідуальні й відображають різні епохи. Експозиції, розміщені в будівлях, теж індивідуальні й цікаві: виставка іграшкових олов'яних солдатиків розповідає про норвезьку армію; артефакти представляють народне мистецтво; марки й листівки — поштову службу.

### Музей норвезької пошти
Музей створений у 1947 році. Спочатку він знаходився у столиці Норвегії — Осло. У 2003 році Музей був остаточно перенесений у Ліллегаммер.
360 років історії норвезької пошти в експонатах Музею: жетони поштових коней, їхня упряж, старі телетайпи, телефакси, фірмовий одяг норвезьких поштарів, поштові штемпеля, марки, листівки, конверти. Поштовий вагон, що причіплявся до пасажирських поїздів.
Музей пошти — найулюбленіше місто для відвідувачів.

### Осередок сучасності
Завершується експозиція житловим районом. Створені будинки відповідають вимогам будівництва кожного десятиріччя XX століття. У найсучасніших будівлях мешкають люди.

## Цікаві сторінки роботи музею
Майгауген є культурним центром із великим концертним і глядацьким залами. Кожне свято супроводжується тематичною вечіркою: різдвяні посиденьки, свята врожаю, ярмарки, виставки.
Магазин Музею має великий асортимент товару й сувенірів: ретро-іграшки, предмети домашнього інтер'єру, норвезькі ювелірні вироби, тканини, гобелени, кераміка, підручники й посібники минулих століть для людей певної професії. Працюють майстерні, де виготовляються оригінальні сувеніри для відвідувачів. Скуштувати норвезькі страви можна в кафе Музею.
Узимку працює розчищена льодова ковзанка, де можливо орендувати ковзани. Улітку — посидіти в диліжансі або купе поїзду, що становить історичну цінність.
У Музеї проводиться цілеспрямована робота по збереженню та селекції певної породи тварин. Відвідувачі можуть спостерігати за тваринами в господарських будівлях або на пасовищах.